# Dilip Kumar
Dilip Kumar (eg. Yusuf Khan, ibland kallad Tragedy King), född 11 december 1922 i Peshawar i nuvarande Pakistan, död 7 juli 2021 i Mumbai,, var en indisk skådespelare och politiker med pashtunska rötter, som var ledamot i Rajya Sabha sedan 2000. Han var den första indiska medborgare som mottog Nishan-e-Pakistan, Pakistans högsta civila utmärkelse.
Kumar gjorde sin filmdebut i filmen Jwar Bhatta 1944. Fem år senare gjorde han Andaz, en film där han spelade mot Raj Kapoor. Han gjorde främst hindifilmer, men hans modersmål var urdu och pashto.